# Beludzsisztán (Pakisztán)

Beludzsisztán elhelyezkedése Pakisztán fő közigazgatási egységei között.

A beludzs lobogó

Beludzsisztán Pakisztán négy tartománya közül a legnagyobb. Magába foglalja a történelmi Beludzsisztán régió jórészét. Nevét a beludzs népről kapta.
Nyugati szomszédja az iráni Szisztán és Beludzsisztán tartomány, északon Afganisztán és a pakisztáni Törzsi területek, keleten Pandzsáb és Szindh, délen pedig az Arab-tenger.
Területe 347 190 km², népessége 2003-as adatok szerint 9 893 727, azaz jóval kevésbé sűrűn lakott, mint a kisebb, de 57 milliós lakosságú szomszédos Szindh. Beludzsisztán székhelye Kvetta, amelynek népessége 2006-os becslés szerint mintegy 760 000.
A tartomány legfontosabb nyelvei: beludzs, szindhi, pastu, brahui és a perzsa.
A tartományban 1948 és 2003 között többször tört ki felkelés a pakisztáni kormány ellen, mert az nem akarja biztosítani a beludzsoknak a megfelelő autonómiát az országon belül, ezért sokan vannak, akik szeretnék elérni Beludzsisztán függetlenségét Pakisztántól (lásd Beludzsisztáni konfliktus).